# Apiopetalum velutinum
Apiopetalum velutinum är en araliaväxtart som beskrevs av Henri Ernest Baillon. Apiopetalum velutinum ingår i släktet Apiopetalum och familjen Araliaceae. Inga underarter finns listade.